# アルフレッド・マチュー・ジアール

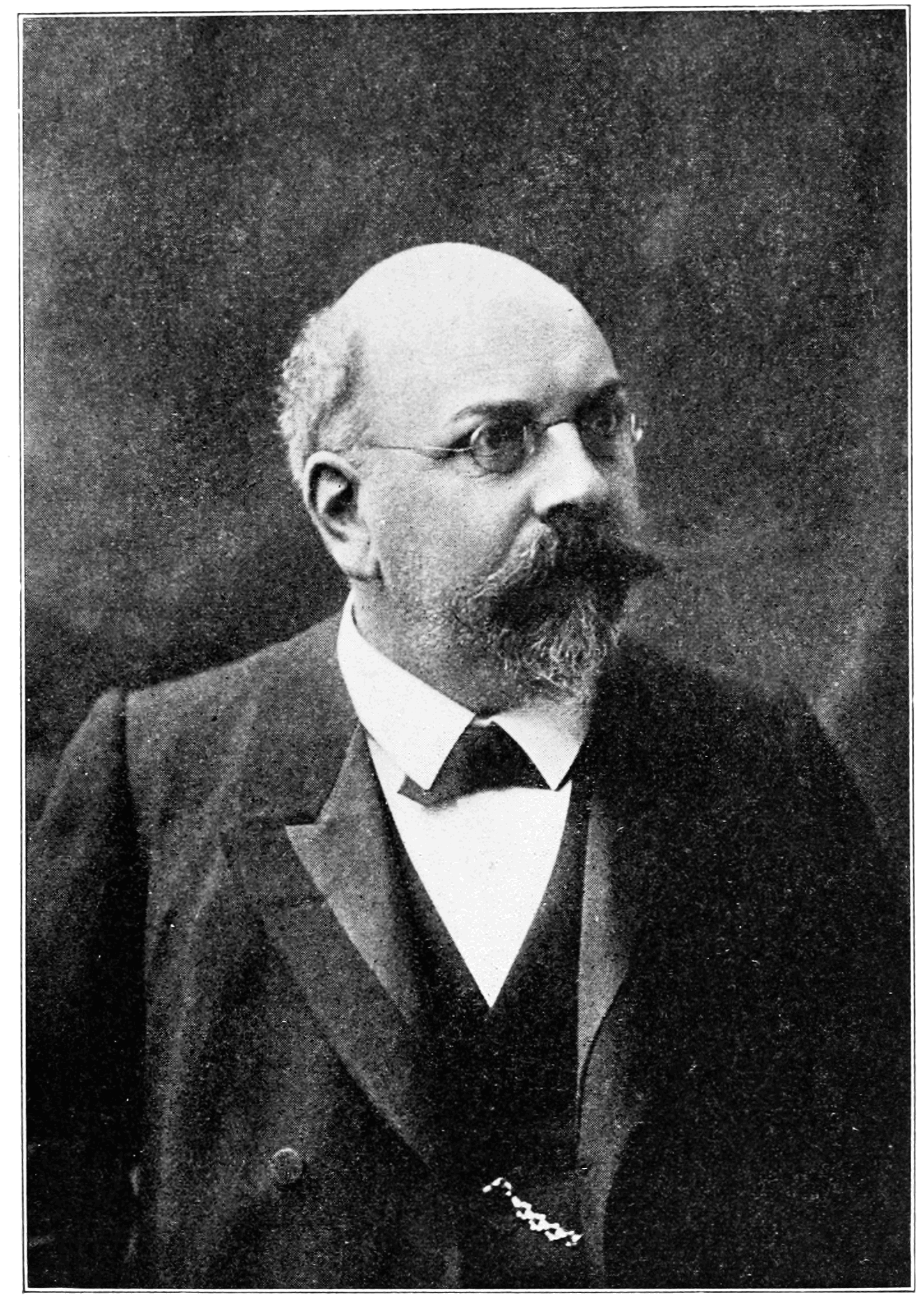
Alfred Mathieu Giard (1846-1908)

アルフレッド・マチュー・ジアール（Alfred Mathieu Giard  1846年8月8日 - 1908年8月8日）はフランスの動物学者である。

## 略歴
高等師範学校で自然科学を学んだ。その後、アンリ・ド・ラカーズ・デュティエ（Henri de Lacaze-Duthiers）の研究室の助手（préparateur） となった。1872年に博士号を得て、1873年から1882年までリール大学で教え、1887年に高等師範学校の講師となった。
1874年にリール大学（Université Lille Nord de France）のヴィムルー試験場を創設し、1888年からパリ大学理学部の進化研究の教授を務めた。ジアールの指導した学者にはコルリー（Maurice Caullery）や科学哲学者のル・ダンテック（Félix Le Dantec）がいる。
寄生生物の宿主との関係などを研究の分野とし、「寄生去勢」（parasitic castration）や寄生性の鞭毛虫、ランブル鞭毛虫などの研究を行った。この種の学名は、属名がジアルーに由来し、種小名はチェコの医師、Vilém Dušan Lamblに由来する。この寄生による病名、ジアルジア症（giardiasis）もジアールに由来する。1877年に寄生性の多細胞動物、直泳動物（Orthonectida）を初めて記載したことでも知られる。
微生物の「乾眠」（anhydrobiosis）や海洋生物の「多型現象」(poecilogony)の研究にも貢献した。